# 大村浩子
大村 浩子（おおむら ひろこ、1960年 - ）は、フランス語翻訳家。津田塾大学国際関係学科卒業。パリ第4大学文明講座・外国人フランス語中級コース修了。民法学者の大村敦志の妻であり、夫婦共同の訳書や著書も出している。

## 著書

### 共著
- 『ある日,あなたが陪審員になったら…―フランス重罪院のしくみ』（信山社出版、2006/01）

### 共訳書
- C´eline Braconnier, Sylvia Bataille 『若草の市民たち〈1〉仲間たちとともに』（信山社出版、2003/06）
- C´eline Braconnier, Sylvia Bataille 『若草の市民たち〈2〉仕組みをつくる』（信山社出版、2003/06）
- Edouard Pflimlin、Sylvia Bataille『若草の市民たち〈3〉私たちのヨーロッパ』（信山社出版、2004/05）
- Marianne Schulz、Sylvia Bataille『若草の市民たち〈4〉さまざまな家族』（信山社出版、2004/05）